# چتسبری، نیو ساوت ولز
چتسبری (به انگلیسی: Chatsbury) یک منطقه مسکونی در استرالیا است که در نیو ساوت ولز واقع شده‌است.